# Chrysocercops azmii
Chrysocercops azmii là một loài bướm đêm thuộc họ Gracillariidae. Nó được tìm thấy ở Malaysia (Selangor).
Sải cánh dài 5,9-7,6 mm.
Ấu trùng ăn Shorea maxima. Chúng ăn lá nơi chúng làm tổ. 